# Бака (фараон)
Бака, Біхеріс — єгипетський фараон з IV династії.

## Життєпис
Його ім'я відомо тільки з «Єгиптики» Манефона.

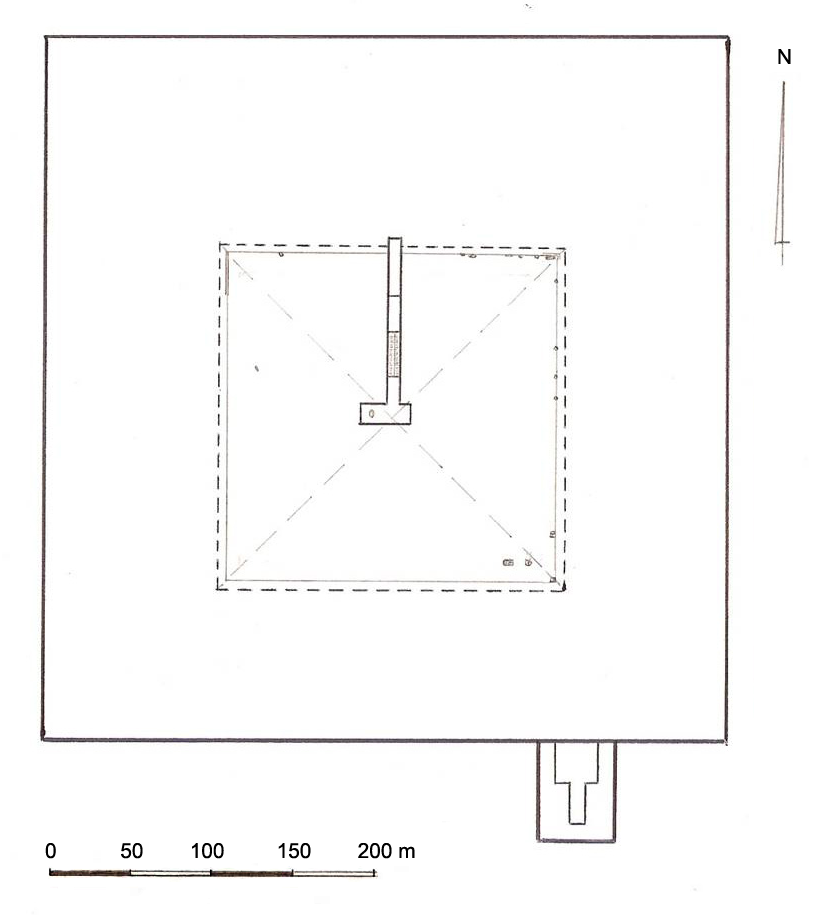
План піраміди Баки

1910 року в Завієт ель-Аріані була виявлена незавершена піраміда. Там було знайдено написи, зроблені чорною фарбою. На одному з них можна було розпізнати ім'я, що закінчується на -Ka, однак перший ієрогліф прочитати неможливо. Алессандро Барсанті зробив не факсиміле, а замальовку нашвидкуруч, в результаті чого ієрогліф розпізнати неможливо.
Єггиптологи Юрген фон Бекерат і Джордж Ендрю Рейснер висунули гіпотезу, що піраміда призначалась для сина фараона Джедефри. Перший символ, на їх думку був зображенням барана та читався як Ба. Відповідно, ім'я цілком звучало як Бака. Беккерат також припустив, що в момент сходження на трон Бака змінив своє ім'я на Бакара, однак раптово помер, в результаті чого піраміда так і лишилась недобудованою.
Натомість інший єгиптолог, Ейдан Додсон, припустив, що ієрогліф, який неможливо було прочитати, був твариною, що сидить, у вигляді Сета. Він прочитав ім'я як Сетка та припустив, що піраміда будувалась для принца Сетки, молодшого сина фараона Хуфу.
Відповідно до Манефона фараон Біхеріс правив 22 роки. Однак на думку єгиптологів та цифра є завищеною чи неправильно тлумачилась. У Туринському списку інформація про термін правління не збереглась. Оскільки археологічних свідчень про фараона немає, то, на думку єгиптологів, якщо такий фараон насправді існував, то правив він недовго. Юрген фон Бекерат відводив йому 7 років царювання, Вольфганг Гельк — 2, Пітер Джаносі — кілька місяців.
Також не зовсім ясне правильне положення Баки у хронології правління IV династії. Відповідно до Саккарського списку між Хафрою та Менкаурою правив один фараон, однак його ім'я сильно пошкоджено. Імовірно воно могло звучати Ба(у)ефра. Окрім того, після Шепсескафа до першого фараона V династії Усеркафа показано 2 імені. Перше — на думку єгиптологів належить фараону Тамфтісу (Джедефптах). Друге ж нині є загадкою для єгиптологів. Манефон відносить правління фараонів Джедефри й Біхеріса після Менкаури, однак це суперечить археологічним даним.
Нині доведено, що Джедефра правив між фараонами Хуфу й Хафрою. Відповідно, більшість єгиптологів розміщують правління Баки між правлінням Хафри й Менкаури, однак він міг правити й між Тамфтісом й Усеркафом.